# Iole propinqua
Iole propinqua е вид птица от семейство Pycnonotidae.

## Разпространение
Видът е разпространен във Виетнам, Камбоджа, Китай, Лаос, Мианмар и Тайланд.